# Хорсшу-Бенд (Арканзас)
Хорсшу-Бенд (англ. Horseshoe Bend) — город, расположенный в округах Фултон, Изард и Шарп (штат Арканзас, США) с населением в 2184 человека по статистическим данным переписи 2010 года.

## География

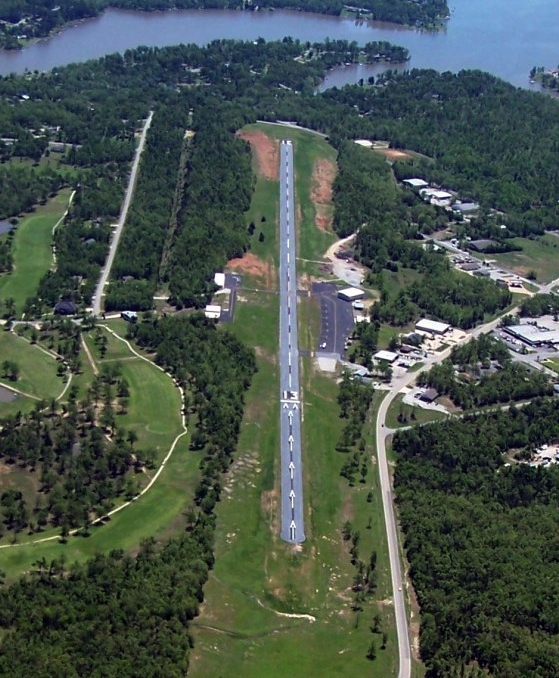
Аэропорт Хорсшу-Бенд

По данным Бюро переписи населения США город Хорсшу-Бенд имеет общую площадь в 37,81 квадратных километров, из которых 34,71 кв. километров занимает земля и 3,11 кв. километров — вода. Площадь водных ресурсов округа составляет 8,23 % от всей его площади.
Город Хорсшу-Бенд расположен на высоте 265 метров над уровнем моря.

## Демография
По данным переписи населения 2000 года в Хорсшу-Бенд проживало 2278 человек, 725 семей, насчитывалось 1142 домашних хозяйств и 1451 жилой дом. Средняя плотность населения составляла около 60,3 человека на один квадратный километр. Расовый состав Хорсшу-Бенд по данным переписи распределился следующим образом: 97,28 % белых, 0,22 % — чёрных или афроамериканцев, 0,88 % — коренных американцев, 0,13 % — азиатов, 0,04 % — выходцев с тихоокеанских островов, 1,05 % — представителей смешанных рас, 0,4 % — других народностей. Испаноговорящие составили 1,23 % от всех жителей города.
Из 1142 домашних хозяйств в 11,6 % — воспитывали детей в возрасте до 18 лет, 56,7 % представляли собой совместно проживающие супружеские пары, в 4,6 % семей женщины проживали без мужей, 36,5 % не имели семей. 33,8 % от общего числа семей на момент переписи жили самостоятельно, при этом 24,3 % составили одинокие пожилые люди в возрасте 65 лет и старше. Средний размер домашнего хозяйства составил 1,95 человек, а средний размер семьи — 2,42 человек.
Население города по возрастному диапазону по данным переписи 2000 года распределилось следующим образом: 12,8 % — жители младше 18 лет, 3,4 % — между 18 и 24 годами, 13,5 % — от 25 до 44 лет, 24,6 % — от 45 до 64 лет и 45,7 % — в возрасте 65 лет и старше. Средний возраст жителей составил 63 года. На каждые 100 женщин в Хорсшу-Бенд приходилось 86,9 мужчин, при этом на каждые сто женщин 18 лет и старше приходилось 84,2 мужчин также старше 18 лет.
Средний доход на одно домашнее хозяйство в городе составил 26 714 долларов США, а средний доход на одну семью — 34 129 долларов. При этом мужчины имели средний доход в 24 286 долларов США в год против 17 688 долларов среднегодового дохода у женщин. Доход на душу населения в городе составил 18 987 долларов в год. 6,9 % от всего числа семей в округе и 10,8 % от всей численности населения находилось на момент переписи населения за чертой бедности, при этом 26,7 % из них были моложе 18 лет и 2,6 % — в возрасте 65 лет и старше.